# FC 신시내티
FC 신시내티(FC Cincinnati)는 미국 오하이오주 신시내티를 연고지로 하고 있는 프로 축구팀으로 현재 TQL 스타디움을 홈 경기장으로 사용하고 있다. 2019년부터 메이저 리그 사커에 참가하고 있으며 대표적인 라이벌은 같은 오하이오주 연고팀인 콜럼버스 크루와 켄터키주 연고팀인 루이빌 시티이다.

## 역대 홈경기장
| 경기장               | 사용기간      | 장소                | 팀명        | 비고 |
| -------------------- | ------------- | ------------------- | ----------- | ---- |
| 니퍼트 스타디움      | 2016년~2020년 | 오하이오주 신시내티 | FC 신시내티 | 빈칸 |
| 웨스트 엔드 스타디움 | 2021년~미래   | 오하이오주 신시내티 | FC 신시내티 | 빈칸 |

## 메이저 리그 사커제휴팀
- 없음

## 선수 명단

### 현역
참고: FIFA 자격 규정에 따라 소속된 국가대표팀 국기를 표시합니다. 선수는 복수의 FIFA 비회원국 국적을 가지고 있을 수 있습니다.
| 번호 | 포지션 | 국적     | 이름        |
| ---- | ------ | -------- | ----------- |
| 2    | DF     | 자메이카 | 알바스 파웰 |
| 7    | FW     |          | 구보 유야   |
| 29   | DF     |          | 루카스 엥겔 |

| 번호 | 포지션 | 국적 | 이름 |
| ---- | ------ | ---- | ---- |

## 역대 감독
| 감독              | 임기        |
| ----------------- | ----------- |
| 존 하키스         | 2015 ~ 2017 |
| 앨런 코치         | 2017 ~ 2019 |
| 요안 다메트(임시) | 2019        |
| 론 잔스           | 2019 ~ 2020 |
| 요안 다메트(임시) | 2020        |
| 야프 스탐         | 2020 ~ 2021 |
| 타이론 마샬       | 2021        |